# Paolo Vidoz
Paolo Vidoz (Gorizia, 21 agosto 1970) è un ex pugile italiano, medaglia di bronzo nei pesi supermassimi alle Olimpiadi di Sydney 2000 e, da professionista, Campione europeo dei pesi massimi tra il 2005 e il 2006.

## Carriera
Allenato da Bruno Piccotti, esordisce tra i dilettanti nel 1988 dando avvio ad una carriera decennale. A livello amatoriale si aggiudica diversi riconoscimenti, il più importante dei quali è il bronzo alle Olimpiadi di Sydney tra i supermassimi.
In tale occasione, il 23 settembre 2000 sconfigge Calvin Brock, mentre 4 giorni dopo ha la meglio sul nigeriano Samuel Peter. Battuto in semifinale da Audley Harrison, conquista la terza piazza.

### Da professionista
Esordisce come professionista il 27 gennaio 2001, rimanendo imbattuto fino al 17 agosto 2002.
Il 9 ottobre 2004 sfida Nikolaj Valuev per la versione WBA del titolo intercontinentale dei massimi, cedendo in nove riprese. Nel corso dell'incontro si frattura la mascella, tanto da dover ricorrere all'applicazione di una placca in titanio.
Nel giugno 2005 sostituisce Michael Sprott nella sfida valida per il titolo europeo, battendo Timo Hoffmann ai punti e conquista la cintura continentale dei pesi massimi. È il sesto italiano a indossarla dopo Erminio Spalla, Primo Carnera, Francesco Cavicchi, Lorenzo Zanon e Francesco Damiani.
Difende con successo il titolo europeo fino al 15 luglio 2006, quando viene battuto da Vladimir Virchis per k.o. alla sesta ripresa. Anche la rivincita - andata in scena il 19 maggio 2007 termina con la vittoria dell'ucraino.
Dal 2008 al 2010 tenta di riconquistare il titolo per 4 volte, ma tutti gli assalti si risolvono in sconfitte.
Si ritira il 16 dicembre 2011, dopo aver perso ai punti contro Matteo Modugno.

## Dopo il ritiro
In seguito al ritiro dall'attività agonistica ha avuto esperienze culinarie, aprendo anche un ristorante a Gorizia, oltre che a collaborare nell'azienda agricola di famiglia.
Ha partecipato come concorrente a due programmi culinari di Sky Italia: la prima edizione di MasterChef Italia, si classifica diciassettesimo venendo eliminato nella quinta puntata, e la prima di Cuochi d'Italia, eliminato nella sfida contro il cuoco della Campania.

## Record professionale
| N. | Risultato | Record | Avversario                | Metodo | Round, tempo | Data              | Luogo                                | Note                                                                                |
| -- | --------- | ------ | ------------------------- | ------ | ------------ | ----------------- | ------------------------------------ | ----------------------------------------------------------------------------------- |
| 39 | Sconfitta | 28–11  | Matteo Modugno            | UD     | 10           | 16 dicembre 2011  | Rezzato, Italia                      | Per il titolo Italiano dei pesi massimi.                                            |
| 38 | Vittoria  | 28–10  | Sandor Balogh             | PTS    | 6            | 9 settembre 2011  | Manzano, Italia                      |                                                                                     |
| 37 | Vittoria  | 27–10  | Gabor Farkas              | PTS    | 6            | 15 luglio 2011    | Monfalcone, Italia                   |                                                                                     |
| 36 | Sconfitta | 26–10  | Kubrat Pulev              | UD     | 8            | 18 dicembre 2010  | Berlino, Germania                    |                                                                                     |
| 35 | Sconfitta | 26–9   | Alexander Ustinov         | UD     | 12           | 26 giugno 2010    | Odessa, Ucraina                      | Per il titolo EBA dei pesi massimi.                                                 |
| 34 | Sconfitta | 26–8   | Claus Bertino             | MD     | 8            | 30 gennaio 2010   | Aarhus, Danimarca                    |                                                                                     |
| 33 | Sconfitta | 26–7   | Albert Sosnowski          | UD     | 12           | 18 dicembre 2009  | Londra, Gran Bretagna                | Per il vacante titolo Europeo dei pesi massimi.                                     |
| 32 | Vittoria  | 26–6   | Tomasz Zeprzalka          | TKO    | 4 (6)        | 7 marzo 2009      | Gorizia, Italia                      |                                                                                     |
| 31 | Sconfitta | 25–6   | Matt Skelton              | RTD    | 9 (12), 3:00 | 19 dicembre 2008  | Milano, Italia                       | Per il vacante titolo Europeo dei pesi massimi.                                     |
| 30 | Sconfitta | 25–5   | Sinan Şamil Sam           | MD     | 12           | 4 luglio 2008     | Ankara, Turchia                      | Per il vacante titolo Europeo dei pesi massimi.                                     |
| 29 | Vittoria  | 25–4   | Paul Butlin               | KO     | 2 (6)        | 16 maggio 2008    | Torino, Italia                       |                                                                                     |
| 28 | Vittoria  | 24–4   | Zoltan Peto               | TKO    | 1 (6)        | 21 dicembre 2007  | Mantova, Italia                      |                                                                                     |
| 27 | Sconfitta | 23–4   | Volodymyr Virchis         | UD     | 12           | 19 maggio 2007    | Amburgo, Germania                    | Per il titolo Europeo dei pesi massimi.                                             |
| 26 | Vittoria  | 23–3   | Antoine Palatis           | UD     | 8            | 27 gennaio 2007   | Cividale del Friuli, Italia          |                                                                                     |
| 25 | Vittoria  | 22–3   | Alexey Osokin             | UD     | 8            | 11 novembre 2006  | Camisano Vicentino, Italia           |                                                                                     |
| 24 | Sconfitta | 21–3   | Volodymyr Virchis         | KO     | 6 (12), 2:17 | 15 luglio 2006    | Amburgo, Germania                    | Perde il titolo Europeo dei pesi massimi.                                           |
| 23 | Vittoria  | 21–2   | Cengiz Koç                | UD     | 12           | 28 gennaio 2006   | Berlino, Germania                    | Mantiene il titolo Europeo dei pesi massimi.                                        |
| 22 | Vittoria  | 20–2   | Michael Sprott            | UD     | 12           | 1 ottobre 2005    | Oldenburg, Germania                  | Mantiene il titolo Europeo dei pesi massimi.                                        |
| 21 | Vittoria  | 19–2   | Timo Hoffmann             | SD     | 12           | 11 giugno 2005    | Berlino, Germania                    | Vince il titolo IBF Intercontinentale e il vacante titolo Europeo dei pesi massimi. |
| 20 | Vittoria  | 18–2   | Mindaugas Kulikauskas     | TKO    | 3 (6)        | 16 aprile 2005    | Bergamo, Italia                      |                                                                                     |
| 19 | Sconfitta | 17–2   | Nikolai Valuev            | TKO    | 9 (12), 2:33 | 9 ottobre 2004    | Erfurt, Germania                     | Per il vacante titolo WBA Intercontinentale dei pesi massimi.                       |
| 18 | Vittoria  | 17–1   | Tamer Mourad              | KO     | 2 (6)        | 6 agosto 2004     | Palermo, Italia                      |                                                                                     |
| 17 | Vittoria  | 16–1   | Thierry Guezouli          | KO     | 3 (6)        | 12 marzo 2004     | Camisano Vicentino, Italia           |                                                                                     |
| 16 | Vittoria  | 15–1   | Siarhei Dychkou           | PTS    | 8            | 6 febbraio 2004   | Ariano nel Polesine, Italia          |                                                                                     |
| 15 | Vittoria  | 14–1   | Ralf Packheiser           | TKO    | 4 (6)        | 17 dicembre 2003  | Bergamo, Italia                      |                                                                                     |
| 14 | Vittoria  | 13–1   | Antoine Palatis           | PTS    | 6            | 7 giugno 2003     | Trieste, Italia                      |                                                                                     |
| 13 | Vittoria  | 12–1   | Eduardo Andres Sandivares | KO     | 1 (6), 0:58  | 15 aprile 2003    | Piacenza, Italia                     |                                                                                     |
| 12 | Sconfitta | 11–1   | Zuri Lawrence             | UD     | 8            | 17 agosto 2002    | Atlantic City, Stati Uniti d'America |                                                                                     |
| 11 | Vittoria  | 11–0   | Joe Lenhart               | UD     | 6            | 26 luglio 2002    | Chester, Stati Uniti d'America       |                                                                                     |
| 10 | Vittoria  | 10–0   | Alessandro Guni           | TKO    | 5 (10)       | 19 aprile 2002    | Udine, Italia                        | Vince il vacante titolo italiano dei pesi massimi.                                  |
| 9  | Vittoria  | 9–0    | Craig Tomlinson           | TKO    | 3 (8), 2:29  | 9 maggio 2002     | Pittsburgh, Stati Uniti d'America    |                                                                                     |
| 8  | Vittoria  | 8–0    | Marco Heinichen           | KO     | 2 (6)        | 9 febbraio 2002   | Civitavecchia, Italia                |                                                                                     |
| 7  | Vittoria  | 7–0    | Nicholus Nurse            | UD     | 6            | 9 novembre 2001   | San Antonio, Stati Uniti d'America   |                                                                                     |
| 6  | Vittoria  | 6–0    | Ronnie Copeland           | TKO    | 4 (6), 0:37  | 28 settembre 2001 | Paradise, Stati Uniti d'America      |                                                                                     |
| 5  | Vittoria  | 5–0    | Chris Hairston            | TKO    | 2 (6)        | 7 luglio 2001     | Brooklyn, Stati Uniti d'America      |                                                                                     |
| 4  | Vittoria  | 4–0    | Eduardo Antonio Carranza  | UD     | 4            | 26 maggio 2001    | Trieste, Italia                      |                                                                                     |
| 3  | Vittoria  | 3–0    | Bobby McGraw              | TKO    | 1 (4), 2:36  | 20 aprile 2001    | Cincinnati, Stati Uniti d'America    |                                                                                     |
| 2  | Vittoria  | 2–0    | Marcus Johnson            | UD     | 4            | 24 marzo 2001     | Paradise, Stati Uniti d'America      |                                                                                     |
| 1  | Vittoria  | 1–0    | Chris Morris              | KO     | 1 (4), 2:22  | 27 gennaio 2001   | New York, Stati Uniti d'America      |                                                                                     |

## Palmarès come dilettante
- 1990: 3º Campionati Italiani pesi massimi.
- 1991: 1º Campionati Italiani pesi supermassimi.
- 1992: 2º Campionati Italiani pesi supermassimi.
- 1993: 1º Campionati Italiani pesi supermassimi.
- 1994: 3º Campionati Italiani pesi supermassimi.
- 1995: 1º Campionati Italiani pesi supermassimi.
- 1996: Ottavi di finale Olimpiadi di Atlanta pesi supermassimi.
- 1996-1997: 1º Campionati Italiani pesi supermassimi.
- 1997: 1º Giochi del Mediterraneo pesi supermassimi.
- 1997: 3º Campionati Mondiali pesi supermassimi.
- 1998: Finale Campionati Italiani pesi supermassimi (il titolo resta vacante per forfait dell'avversario).
- 1998: 1º Goodwill Games pesi supermassimi.
- 1999: 3º Campionati Mondiali pesi supermassimi.
- 1999: 1º Campionati Italiani pesi supermassimi.
- 2000: 2º Campionati Europei pesi supermassimi.
- 2000: Medaglia di bronzo Olimpiadi di Sydney pesi supermassimi.

Record dilettantistico complessivo: 135 incontri: 114 vittorie, 19 sconfitte, 2 pareggi.